# Дюкейн, Фридрих Жюбер
Фридрих (Фриц) Жубер Дюкейн ( (англ. Fritz Joubert Duquesne); 21 сентября 1877 — 24 мая 1956) — трансваальский и впоследствии германский военный, охотник, журналист, военный корреспондент, биржевой брокер, шпион, диверсант, авантюрист. Ветеран Второй англо-бурской войны, был последовательным англофобом. Из ненависти к англичанам в обеих мировых войнах становился германским шпионом. Среди буров был известен под прозвищем Чёрный Леопард, также известен как «Человек, убивший Китченера», поскольку утверждал, что в 1916 году именно из-за устроенной им диверсии затонул корабль HMS Hampshire, на котором лорд Генри Китченер держал путь в Российскую империю. В германских спецслужбах был известен под кличкой Данн. В 1941 году был вместе с 32 другими шпионами осуждён в США за шпионаж в пользу Германии в ходе так называемого дела о шпионском синдикате Дюкейна, ставшего крупнейшим делом о шпионаже в истории США.

## Биография
Дюкен родился в Ист-Лондоне, Капская колония, в англо-бурской протестантской семье; с юных лет охотился на крупную дичь. Среднее образование получил в Великобритании, впоследствии, возможно, учился в Оксфорде или в военной академии, но доказательств этому не обнаружено; сам Дюкен впоследствии утверждал, что должен был после окончания школу поехать в континентальную Европу, чтобы учиться на инженера, но вместо этого решил отправиться странствовать по миру.
В Южную Африку вернулся в 1899 году, когда началась Вторая англо-бурская война, вступив в звании лейтенанта в отряд бурских коммандос; участвовал в нескольких битвах, был ранен, несколько раз попадал к англичанам в плен, но успешно бежал, причём во время второго побега через Париж тайно пробрался в Великобританию, поступил на службу в Британскую армию и отправился в 1901 году в Кейптаун в её составе, планируя устраивать диверсии. К этому времени его мать и сестра умерли в британском концентрационном лагере, и именно это событие стало причиной его фанатичной ненависти к англичанам вообще и лорду Китченеру в частности. В скором времени был раскрыт, приговорён к расстрелу, но заключил соглашение о признании вины и был отправлен отбывать пожизненное заключение в тюрьму на Бермудских островах, откуда сумел бежал в США. В июне 1910 года он женился на американке Элис Уортли, но их брак закончился разводом восемь лет спустя. В декабре 1913 года Дюкен получил американское гражданство.
До Первой мировой войны занимался журналистикой (в частности был военным корреспондентом в Порт-Артуре и Мелилье) и охотой (был личным консультантом по охоте у президента США Теодора Рузвельта), участвовал в разнообразных авантюрных проектах (в частности, выступал с предложением завезти в реки Луизианы бегемотов из Африки, чтобы разводить их там ради мяса).
Во время Первой мировой войны добровольно стал шпионом на службе Германской империи: орудовал в нейтральных портах Южной Америки, где подкладывал бомбы на британские торговые корабли, при этом старался приобрести и застраховать часть груза на взрываемых им кораблях, чтобы впоследствии заработать на своих диверсиях; в 1916 году некоторое время шпионил в Боливии. В конце 1917 года был вычислен и схвачен агентами американского ФБР, но, чтобы не быть выданным Великобритании, где его ждала смертная казнь, симулировал паралич, успешно играя эту роль на протяжении полутора лет.
В мае 1919 года был (по-прежнему играя роль парализованного) переведён в тюремную больницу Нью-Йорка, откуда уже через несколько дней сбежал, переодевшись в женское платье. Из США отправился сначала в Мексику, затем в Европу, но в 1926 году вернулся в Нью-Йорк, где жил под вымышленным именем и занимался киножурналистикой. В 1932 году был узнан и арестован, но затем освобождён, поскольку британское правительство не стало требовать его выдачи за давностью совершённых им преступлений.
В 1934 году вступил в «Орден 76», американскую пронацистскую организацию; с 1937 года сотрудничал с разведкой нацистской Германии, будучи лично знаком с Вильгельмом Канарисом ещё с 1931 года. Вместе с другими немецкими агентами развернул мощную и разнообразную шпионскую деятельность в США, но ФБР после двухлетнего расследования летом 1941 года произвело арест всех членов его «синдиката». В 1942 году был осуждён на 18 лет тюремного заключения. Был помилован по состоянию здоровья в 1954 году, последние два года жизни провёл в Нью-Йорке, выступая с лекциями о своей жизни.